# Rossana Spinato
Rossana Spinato (Pordenone, 21 agosto 1977) è una pallavolista italiana.
Gioca nel ruolo di palleggiatrice.

## Carriera
Rossana Spinato inizia la sua carriera pallavolistica nel 1993 nel Pallavolo Porcia in serie C1; l'anno seguente è nella seconda squadra di Bergamo, sempre in serie C1.
Nella stagione 1995-96 fa il suo esordio in serie A1 con Sumirago. Dalla stagione 1996-97 inizia un lungo peregrinare in squadre in serie A2 come Spezzano, Castellanza, Pordenone, Cavazzale, Altamura, Padova e Civitanova Marche.
Nella stagione 2006-07 viene ingaggiata da Pavia: nella stagione successiva conquista la promozione in serie A1. Attualmente milita ancora nella squadra lombarda.